# Campeonato Mundial de Natación de 2024
El XXI Campeonato Mundial de Natación se celebró en Doha (Catar) entre el 2 y el 18 de febrero de 2024 bajo la organización de World Aquatics y la Federación Catarí de Natación.
Se realizaron competiciones de natación, natación artística, saltos, saltos de gran altura, natación en aguas abiertas y waterpolo. 
Originalmente, el evento iba a realizarse en 2023, pero debido a que el Mundial predecesor fue pospuesto para 2023 a causa de la pandemia de COVID-19, la fecha de este campeonato fue cambiada a febrero de 2024.

## Instalaciones
Las instalaciones utilizadas por deporte son:
- Aspire Dome: natación, natación artística y waterpolo
- Centro Acuático Hamad: saltos
- Puerto viejo de Doha: natación en aguas abiertas y saltos de gran altura

## Disciplinas
El programa oficial de este campeonato incluye 75 pruebas, repartidas en 6 deportes acuáticos.
| Disciplina | Competiciones masculinas | Competiciones femeninas | Competiciones mixtas | Total           |
| --- | ------------------------ | ----------------------- | -------------------- | --------------- |
| • Natación • Natación en aguas abiertas • Natación artística • Saltos • Saltos de gran altura • Waterpolo • Total | 20 2 5 1 31              | 20 2 7 5 1 36           | 2 1 2 3 – 8          | 42 5 11 13 2 75 |

## Calendario
| ● | Ceremonia de apertura | ● | Preliminares | 1 | Finales | ● | Ceremonia de clausura |

| Febrero de 2024            | 02 vi | 03 sá | 04 do | 05 lu | 06 ma | 07 mi | 08 ju | 09 vi | 10 sá | 11 do | 12 lu | 13 ma | 14 mi | 15 ju | 16 vi | 17 sá | 18 do | Finales por deporte |
| -------------------------- | ----- | ----- | ----- | ----- | ----- | ----- | ----- | ----- | ----- | ----- | ----- | ----- | ----- | ----- | ----- | ----- | ----- | ------------------- |
| Ceremonias                 |       |       | ●     |       |       |       |       |       |       |       |       |       |       |       |       |       | ●     | —                   |
| Natación en aguas abiertas |       | 1     | 1     |       |       | 2     | 1     |       |       |       |       |       |       |       |       |       |       | 5                   |
| Natación                   |       |       |       |       |       |       |       |       |       | 4     | 4     | 5     | 5     | 5     | 5     | 6     | 8     | 42                  |
| Natación artística         | ●     | 1     | 2     | 2     | 2     | 1     | 1     | 1     | 1     |       |       |       |       |       |       |       |       | 11                  |
| Saltos                     | 2     | 2     | 1     | 1     | 1     | 2     | 1     | 1     | 2     |       |       |       |       |       |       |       |       | 13                  |
| Saltos gran altura         |       |       |       |       |       |       |       |       |       |       |       | ●     | 1     | 1     |       |       |       | 2                   |
| Waterpolo                  |       |       | ●     | ●     | ●     | ●     | ●     | ●     | ●     | ●     | ●     | ●     | ●     | ●     | 1     | 1     |       | 2                   |
| Finales por día            | 2     | 4     | 4     | 3     | 3     | 5     | 3     | 2     | 3     | 4     | 4     | 5     | 6     | 6     | 6     | 7     | 8     | 75                  |

## Resultados de natación

### Masculino
| Evento                    | Oro                                                                     | Plata                                                                                         | Bronce                                                                                            |
| ------------------------- | ----------------------------------------------------------------------- | --------------------------------------------------------------------------------------------- | ------------------------------------------------------------------------------------------------- |
| 50 m libre (17.02)        | Vladyslav Bujov · Ucrania · 21,44                                       | Cameron McEvoy Australia 21,45                                                                | Benjamin Proud Reino Unido 21,53                                                                  |
| 100 m libre (15.02)       | Pan Zhanle China 47,53                                                  | Alessandro Miressi · Italia · 47,72                                                           | Nándor Németh · Hungría · 47,78                                                                   |
| 200 m libre (13.02)       | Hwang Sun-Woo Corea del Sur 1:44,75                                     | Danas Rapšys · Lituania · 1:45,05                                                             | Luke Hobson Estados Unidos 1:45,26                                                                |
| 400 m libre (11.02)       | Kim Woo-Min Corea del Sur 3:42,71                                       | Elijah Winnington Australia 3:42,86                                                           | Lukas Märtens · Alemania · 3:42,96                                                                |
| 800 m libre (14.02)       | Daniel Wiffen Irlanda 7:40,94                                           | Elijah Winnington Australia 7:42,95                                                           | Gregorio Paltrinieri · Italia · 7:42,98                                                           |
| 1500 m libre (18.02)      | Daniel Wiffen Irlanda 14:34,07                                          | Florian Wellbrock · Alemania · 14:44,61                                                       | David Aubry Francia 14:44,85                                                                      |
| 50 m espalda (18.02)      | Isaac Cooper Australia 24,13                                            | Hunter Armstrong Estados Unidos 24,33                                                         | Ksawery Masiuk · Polonia · 24,44                                                                  |
| 100 m espalda (13.02)     | Hunter Armstrong Estados Unidos 52,68                                   | Hugo González de Oliveira · España · 52,70                                                    | Apóstolos Jristu · Grecia · 53,36                                                                 |
| 200 m espalda (16.02)     | Hugo González de Oliveira · España · 1:55,30                            | Roman Mityukov · Suiza · 1:55,40                                                              | Pieter Coetze Sudáfrica 1:55,99                                                                   |
| 50 m braza (14.02)        | Sam Williamson Australia 26,32                                          | Nicolò Martinenghi · Italia · 26,39                                                           | Nic Fink Estados Unidos 26,49                                                                     |
| 100 m braza (12.02)       | Nic Fink Estados Unidos 58,57                                           | Nicolò Martinenghi · Italia · 58,84                                                           | Adam Peaty Reino Unido 59,10                                                                      |
| 200 m braza (16.02)       | Dong Zhihao China 2:07,94                                               | Caspar Corbeau · Países Bajos · 2:08,24                                                       | Nic Fink Estados Unidos 2:08,85                                                                   |
| 50 m mariposa (12.02)     | Diogo Matos Ribeiro Portugal 22,97                                      | Michael Andrew Estados Unidos 23,07                                                           | Cameron McEvoy Australia 23,08                                                                    |
| 100 m mariposa (17.02)    | Diogo Matos Ribeiro Portugal 51,17                                      | Simon Bucher · Austria · 51,28                                                                | Jakub Majerski · Polonia · 51,32                                                                  |
| 200 m mariposa (14.02)    | Tomoru Honda Japón 1:53,88                                              | Alberto Razzetti · Italia · 1:54,65                                                           | Martin Espernberger · Austria · 1:55,16                                                           |
| 200 m estilos (15.02)     | Finlay Knox · Canadá · 1:56,64                                          | Carson Foster Estados Unidos 1:56,97                                                          | Alberto Razzetti · Italia · 1:57,42                                                               |
| 400 m estilos (18.02)     | Lewis Clareburt Nueva Zelanda 4:09,72                                   | Max Litchfield Reino Unido 4:10,40                                                            | Daiya Seto Japón 4:12,51                                                                          |
| 4 × 100 m libre (11.02)   | China Pan Zhanle Ji Xinjie Zhang Zhanshuo Wang Haoyu 3:11,08            | Italia · Alessandro Miressi · Lorenzo Zazzeri · Paolo Conte Bonin · Manuel Frigo · 3:12,08    | Estados Unidos Matt King Shaine Casas Luke Hobson Carson Foster 3:12,29                           |
| 4 × 200 m libre (16.02)   | China Ji Xinjie Wang Haoyu Pan Zhanle Zhang Zhanshuo 7:01,84            | Corea del Sur Yang Jae-hoon Kim Woo-min Lee Ho-joon Hwang Sun-woo 7:01,94                     | Estados Unidos Luke Hobson Carson Foster Hunter Armstrong David Johnston 7:02,08                  |
| 4 × 100 m estilos (18.02) | Estados Unidos Hunter Armstrong Nic Fink Zach Harting Matt King 3:29,80 | Países Bajos · Kai van Westering · Arno Kamminga · Nyls Korstanje · Stan Pijnenburg · 3:31,23 | Italia · Michele Lamberti · Nicolò Martinenghi · Gianmarco Sansone · Alessandro Miressi · 3:31,59 |

### Femenino
| Evento                    | Oro                                                                                         | Plata                                                                                  | Bronce                                                                            |
| ------------------------- | ------------------------------------------------------------------------------------------- | -------------------------------------------------------------------------------------- | --------------------------------------------------------------------------------- |
| 50 m libre (18.02)        | Sarah Sjöström · Suecia · 23,69                                                             | Kate Douglass Estados Unidos 23,91                                                     | Katarzyna Wasick · Polonia · 23,95                                                |
| 100 m libre (16.02)       | Marrit Steenbergen · Países Bajos · 52,26                                                   | Siobhan Haughey Hong Kong 52,56                                                        | Shayna Jack Australia 52,83                                                       |
| 200 m libre (14.02)       | Siobhan Haughey Hong Kong 1:54,89                                                           | Erika Fairweather Nueva Zelanda 1:55,77                                                | Brianna Throssell Australia 1:56,00                                               |
| 400 m libre (11.02)       | Erika Fairweather Nueva Zelanda 3:59,44                                                     | Li Bingjie China 4:01,62                                                               | Isabel Marie Gose · Alemania · 4:02,39                                            |
| 800 m libre (17.02)       | Simona Quadarella · Italia · 8:17,44                                                        | Isabel Marie Gose · Alemania · 8:17,53                                                 | Erika Fairweather Nueva Zelanda 8:22,26                                           |
| 1500 m libre (13.02)      | Simona Quadarella · Italia · 15:46,99                                                       | Li Bingjie China 15:56,62                                                              | Isabel Marie Gose · Alemania · 15:57,55                                           |
| 50 m espalda (15.02)      | Claire Curzan Estados Unidos 27,43                                                          | Iona Anderson Australia 27,45                                                          | Ingrid Wilm · Canadá · 247,61                                                     |
| 100 m espalda (13.02)     | Claire Curzan Estados Unidos 58,29                                                          | Iona Anderson Australia 59,12                                                          | Ingrid Wilm · Canadá · 59,18                                                      |
| 200 m espalda (17.02)     | Claire Curzan Estados Unidos 2:05,77                                                        | Jaclyn Barclay Australia 2:07,33                                                       | Nastassia Shkurdái NIA 2:09,08                                                    |
| 50 m braza (18.02)        | Rūta Meilutytė · Lituania · 29,40                                                           | Tang Qianting China 29,51                                                              | Benedetta Pilato · Italia · 30,01                                                 |
| 100 m braza (13.02)       | Tang Qianting China 1:05,27                                                                 | Tes Schouten · Países Bajos · 1:05,82                                                  | Siobhan Haughey Hong Kong 1:05,92                                                 |
| 200 m braza (16.02)       | Tes Schouten · Países Bajos · 2:19,81                                                       | Kate Douglass Estados Unidos 2:20,91                                                   | Sydney Pickrem · Canadá · 2:22,94                                                 |
| 50 m mariposa (17.02)     | Sarah Sjöström · Suecia · 24,63                                                             | Mélanie Henique Francia 25,44                                                          | Farida Osman · Egipto · 25,67                                                     |
| 100 m mariposa (12.02)    | Angelina Köhler · Alemania · 56,28                                                          | Claire Curzan Estados Unidos 56,61                                                     | Louise Hansson · Suecia · 56,94                                                   |
| 200 m mariposa (15.02)    | Laura Stephens Reino Unido 2:07,35                                                          | Helena Bach Dinamarca 2:07,44                                                          | Lana Pudar Bosnia y Herzegovina 2:07,92                                           |
| 200 m estilos (12.02)     | Kate Douglass Estados Unidos 2:07,05                                                        | Sydney Pickrem · Canadá · 2:08,56                                                      | Yu Yiting China 2:09,01                                                           |
| 400 m estilos (18.02)     | Freya Colbert Reino Unido 4:37,14                                                           | Anastasia Gorbenko Israel 4:37,46                                                      | Sara Franceschi · Italia · 4:37,86                                                |
| 4 × 100 m libre (11.02)   | Países Bajos · Kim Busch · Janna van Kooten · Kira Toussaint · Marrit Steenbergen · 3:36,61 | Australia Brianna Throssell Alexandria Perkins Abbey Harkin Shayna Jack 3:36,93        | Canadá · Rebecca Smith · Sarah Fournier · Katerine Savard · Taylor Ruck · 3:37,95 |
| 4 × 200 m libre (15.02)   | China Ai Yanhan Gong Zhenqi Li Bingjie Yang Peiqi 7:47,26                                   | Reino Unido Freya Colbert Abbie Wood Lucy Hope Medi Harris 7:50,90                     | Australia Brianna Throssell Shayna Jack Abbey Harkin Kiah Melverton 7:51,41       |
| 4 × 100 m estilos (18.02) | Australia Iona Anderson Abbey Harkin Brianna Throssell Shayna Jack 3:55,98                  | Suecia · Louise Hansson · Sophie Hansson · Sarah Sjöström · Michelle Coleman · 3:56,35 | Canadá · Ingrid Wilm · Sophie Angus · Rebecca Smith · Taylor Ruck · 3:56,43       |

### Mixto
| Evento                    | Oro                                                                          | Plata                                                                           | Bronce                                                                        |
| ------------------------- | ---------------------------------------------------------------------------- | ------------------------------------------------------------------------------- | ----------------------------------------------------------------------------- |
| 4 × 100 m libre (17.02)   | China Pan Zhanle Wang Haoyu Li Bingjie Yu Yiting 3:21,18                     | Australia Kai Taylor Jack Cartwright Shayna Jack Brianna Throssell 3:21,78      | Estados Unidos Hunter Armstrong Matt King Claire Curzan Kate Douglass 3:22,88 |
| 4 × 100 m estilos (14.02) | Estados Unidos Hunter Armstrong Nic Fink Claire Curzan Kate Douglass 3:40,22 | Australia Bradley Woodward Sam Williamson Brianna Throssell Shayna Jack 3:43,12 | Reino Unido Medi Harris Adam Peaty Matthew Richards Anna Hopkin 3:45,09       |

### Medallero
| Núm. | País                 | Oro | Plata | Bronce | Total |
| ---- | -------------------- | --- | ----- | ------ | ----- |
| 1    | Estados Unidos       | 8   | 6     | 6      | 20    |
| 2    | China                | 7   | 3     | 1      | 11    |
| 3    | Australia            | 3   | 9     | 4      | 16    |
| 4    | Países Bajos         | 3   | 3     | 0      | 6     |
| 5    | Italia               | 2   | 5     | 5      | 12    |
| 6    | Reino Unido          | 2   | 2     | 3      | 7     |
| 7    | Nueva Zelanda        | 2   | 1     | 1      | 4     |
| 7    | Suecia               | 2   | 1     | 1      | 4     |
| 9    | Corea del Sur        | 2   | 1     | 0      | 3     |
| 10   | Irlanda              | 2   | 0     | 0      | 2     |
| 10   | Portugal             | 2   | 0     | 0      | 2     |
| 12   | Alemania             | 1   | 2     | 3      | 6     |
| 13   | Canadá               | 1   | 1     | 5      | 7     |
| 14   | Hong Kong            | 1   | 1     | 1      | 3     |
| 15   | España               | 1   | 1     | 0      | 2     |
| 15   | Lituania             | 1   | 1     | 0      | 2     |
| 17   | Japón                | 1   | 0     | 1      | 2     |
| 18   | Ucrania              | 1   | 0     | 0      | 1     |
| 19   | Austria              | 0   | 1     | 1      | 2     |
| 19   | Francia              | 0   | 1     | 1      | 2     |
| 21   | Dinamarca            | 0   | 1     | 0      | 1     |
| 21   | Israel               | 0   | 1     | 0      | 1     |
| 21   | Suiza                | 0   | 1     | 0      | 1     |
| 24   | Polonia              | 0   | 0     | 3      | 3     |
| 25   | Bosnia y Herzegovina | 0   | 0     | 1      | 1     |
| 25   | Egipto               | 0   | 0     | 1      | 1     |
| 25   | Grecia               | 0   | 0     | 1      | 1     |
| 25   | Hungría              | 0   | 0     | 1      | 1     |
| 25   | NIA                  | 0   | 0     | 1      | 1     |
| 25   | Sudáfrica            | 0   | 0     | 1      | 1     |
|      | TOTAL                | 42  | 42    | 42     | 126   |

## Resultados de saltos

### Masculino
| Evento                               | Oro                                        | Plata                                                | Bronce                                                           |
| ------------------------------------ | ------------------------------------------ | ---------------------------------------------------- | ---------------------------------------------------------------- |
| Trampolín 1 m (03.02)                | Osmar Olvera Ibarra · México · 431,75 pts. | Li Shixin Australia 395,70 pts.                      | Ross Haslam Reino Unido 393,10 pts.                              |
| Trampolín 3 m (07.02)                | Wang Zongyuan China 538,70                 | Xie Siyi China 516,10                                | Osmar Olvera Ibarra · México · 498,40                            |
| Plataforma 10 m (10.02)              | Yang Hao China 564,05                      | Cao Yuan China 553,20                                | Olexi Sereda · Ucrania · 528,65                                  |
| Trampolín 3 m sincronizado (04.02)   | Long Daoyi Wang Zongyuan China 442,41      | Lorenzo Marsaglia · Giovanni Tocci · Italia · 384,24 | Adrián Abadía García · Nicolás García Boissier · España · 383,28 |
| Plataforma 10 m sincronizado (08.02) | Lian Junjie Yang Hao China 470,76          | Thomas Daley Noah Williams Reino Unido 422,37        | Kiril Boliuj · Olexi Sereda · Ucrania · 406,47                   |

### Femenino
| Evento                               | Oro                                  | Plata                                           | Bronce                                                    |
| ------------------------------------ | ------------------------------------ | ----------------------------------------------- | --------------------------------------------------------- |
| Trampolín 1 m (02.02)                | Alysha Koloi Australia 260,50 pts.   | Grace Reid Reino Unido 257,25 pts.              | Maha Amer · Egipto · 257,15 pts.                          |
| Trampolín 3 m (09.02)                | Chang Yani China 354,75              | Chen Yiwen China 336,60                         | Kim Su-Ji Corea del Sur 311,25                            |
| Plataforma 10 m (05.02)              | Quan Hongchan China 436,25           | Chen Yuxi China 427,80                          | Andrea Spendolini-Sirieix Reino Unido 377,10              |
| Trampolín 3 m sincronizado (07.02)   | Chang Yani Chen Yiwen China 323,43   | Maddison Keeney Anabelle Smith Australia 300,45 | Yasmin Harper Scarlett Mew Jensen Reino Unido 281,70      |
| Plataforma 10 m sincronizado (06.02) | Chen Yuxi Quan Hongchan China 366,22 | Jo Jin-Mi Kim Mi-Rae Corea del Norte 320,70     | Andrea Spendolini-Sirieix Lois Toulson Reino Unido 299,34 |

### Mixto
| Evento                               | Oro                                                                                             | Plata                                                                               | Bronce                                                                   |
| ------------------------------------ | ----------------------------------------------------------------------------------------------- | ----------------------------------------------------------------------------------- | ------------------------------------------------------------------------ |
| Trampolín 3 m sincronizado (10.07)   | Domonic Bedggood Maddison Keeney Australia 300,93 pts.                                          | Matteo Santoro · Chiara Pellacani · Italia · 287,49 pts.                            | Yi Jae-Gyeong Kim Su-Ji Corea del Sur 285,03 pts.                        |
| Plataforma 10 m sincronizado (03.07) | Huang Jianjie Zhang Jiaqi China 353,82                                                          | Im Yong-Myong Jo Jin-Mi Corea del Norte 303,96                                      | Kevin Berlín · Alejandra Estudillo · México · 296,13                     |
| Equipos (02.02)                      | Reino Unido Thomas Daley Daniel Goodfellow Scarlett Mew Jensen Andrea Spendolini-Sirieix 421,65 | México · Randal Willars · Jahir Ocampo · Gabriela Agúndez · Aranza Vázquez · 412,80 | Australia Cassiel Rousseau Li Shixin Maddison Keeney Nikita Hains 385,35 |

### Medallero
| Núm. | País            | Oro | Plata | Bronce | Total |
| ---- | --------------- | --- | ----- | ------ | ----- |
| 1    | China           | 9   | 4     | 0      | 13    |
| 2    | Australia       | 2   | 2     | 1      | 5     |
| 3    | Reino Unido     | 1   | 2     | 4      | 7     |
| 4    | México          | 1   | 1     | 2      | 4     |
| 5    | Corea del Norte | 0   | 2     | 0      | 2     |
| 5    | Italia          | 0   | 2     | 0      | 2     |
| 7    | Corea del Sur   | 0   | 0     | 2      | 2     |
| 7    | Ucrania         | 0   | 0     | 2      | 2     |
| 9    | Egipto          | 0   | 0     | 1      | 1     |
| 9    | España          | 0   | 0     | 1      | 1     |
|      | TOTAL           | 13  | 13    | 13     | 39    |

## Resultados de saltos de gran altura

### Masculino
| Evento       | Oro                                  | Plata                         | Bronce                                      |
| ------------ | ------------------------------------ | ----------------------------- | ------------------------------------------- |
| 27 m (15.02) | Aidan Heslop Reino Unido 422,95 pts. | Gary Hunt Francia 413,25 pts. | Cătălin-Petru Preda · Rumania · 410,20 pts. |

### Femenino
| Evento       | Oro                                    | Plata                                | Bronce                                  |
| ------------ | -------------------------------------- | ------------------------------------ | --------------------------------------- |
| 20 m (14.02) | Rhiannan Iffland Australia 342,00 pts. | Molly Carlson · Canadá · 320,70 pts. | Jessica Macaulay · Canadá · 320,35 pts. |

### Medallero
| Núm. | País        | Oro | Plata | Bronce | Total |
| ---- | ----------- | --- | ----- | ------ | ----- |
| 1    | Australia   | 1   | 0     | 0      | 1     |
| 1    | Reino Unido | 1   | 0     | 0      | 1     |
| 3    | Canadá      | 0   | 1     | 1      | 2     |
| 4    | Francia     | 0   | 1     | 0      | 1     |
| 5    | Rumania     | 0   | 0     | 1      | 1     |
|      | TOTAL       | 2   | 2     | 2      | 6     |

## Resultados de natación en aguas abiertas

### Masculino
| Evento        | Oro                                      | Plata                                   | Bronce                                |
| ------------- | ---------------------------------------- | --------------------------------------- | ------------------------------------- |
| 5 km (07.02)  | Logan Fontaine Francia 51:29,30          | Marc-Antoine Olivier Francia 51:29,60   | Domenico Acerenza · Italia · 51:30,00 |
| 10 km (04.02) | Kristóf Rasovszky · Hungría · 1:48:21,20 | Marc-Antoine Olivier Francia 1:48:23,60 | Hector Pardoe Reino Unido 1:48:29,20  |

### Femenino
| Evento        | Oro                                               | Plata                                 | Bronce                                |
| ------------- | ------------------------------------------------- | ------------------------------------- | ------------------------------------- |
| 5 km (07.02)  | Sharon van Rouwendaal · Países Bajos · 57:33,90   | Chelsea Gubecka Australia 57:35,00    | Ana Marcela Cunha · Brasil · 57:36,80 |
| 10 km (03.02) | Sharon van Rouwendaal · Países Bajos · 1:57:26,80 | María de Valdés · España · 1:57:26,90 | Angélica André Portugal 1:57:28,20    |

### Mixto
| Evento                   | Oro                                                                          | Plata                                                                                                  | Bronce                                                                                     |
| ------------------------ | ---------------------------------------------------------------------------- | --- | ------------------------------------------------------------------------------------------ |
| 6 km por equipos (08.02) | Australia Moesha Johnson Chelsea Gubecka Nicholas Sloman Kyle Lee 1:03:28,00 | Italia · Giulia Gabbrielleschi · Arianna Bridi · Gregorio Paltrinieri · Domenico Acerenza · 1:03:28,20 | Hungría · Bettina Fábián · Mira Szimcsák · Dávid Betlehem · Kristóf Rasovszky · 1:04:06,80 |

### Medallero
| Núm. | País         | Oro | Plata | Bronce | Total |
| ---- | ------------ | --- | ----- | ------ | ----- |
| 1    | Países Bajos | 2   | 0     | 0      | 2     |
| 2    | Francia      | 1   | 2     | 0      | 3     |
| 3    | Australia    | 1   | 1     | 0      | 2     |
| 4    | Hungría      | 1   | 0     | 1      | 2     |
| 5    | Italia       | 0   | 1     | 1      | 2     |
| 6    | España       | 0   | 1     | 0      | 1     |
| 7    | Brasil       | 0   | 0     | 1      | 1     |
| 7    | Portugal     | 0   | 0     | 1      | 1     |
| 7    | Reino Unido  | 0   | 0     | 1      | 1     |
|      | TOTAL        | 5   | 5     | 5      | 15    |

## Resultados de natación artística

### Femenino
| Evento                           | Oro | Plata | Bronce |
| -------------------------------- | --- | --- | --- |
| Solo rutina técnica (03.02)      | Evanyelía Platanioti · Grecia · 272,9633 pts.                                                             | Jacqueline Simoneau · Canadá · 269,2767 pts. | Xu Huiyan China 262,3700 pts. |
| Solo prueba libre (06.02)        | Jacqueline Simoneau · Canadá · 264,8207                                                                   | Evanyelía Platanioti · Grecia · 253,2833 | Vasilina Jandoshka NIA 245,1042 |
| Dúo rutina técnica (05.02)       | Wang Liuyi Wang Qianyi China 266,0484                                                                     | Kate Shortman Isabelle Thorpe Reino Unido 259,5601 | Alisa Ozhogina · Iris Tió · España · 258,0333                                                                                         |
| Dúo prueba libre (08.02)         | Wang Liuyi Wang Qianyi China 250,7729                                                                     | Bregje de Brouwer · Noortje de Brouwer · Países Bajos · 250,4979 | Kate Shortman Isabelle Thorpe Reino Unido 247,2626                                                                                    |
| Equipo rutina técnica (06.02)    | Chang Hao Feng Yu Wang Ciyue Wang Liuyi Wang Qianyi Xiang Binxuan Xiao Yanning Zhang Yayi China 299,8712  | Marina García Polo · Lilou Lluís Valette · Meritxell Mas · Alisa Ozhogina · Paula Ramírez Ibáñez · Sara Saldaña López · Iris Tió · Blanca Toledano Laut · España · 275,8925    | Moe Higa Moeka Kijima Uta Kobayashi Tomoka Sato Ayano Shimada Ami Wada Mashiro Yasunaga Megumu Yoshida Japón 275,8787                 |
| Equipo prueba libre (09.02)      | Chang Hao Cheng Wentao Feng Yu Li Xiuchen Wang Ciyue Xiang Binxuan Xiao Yanning Zhang Yayi China 339,7604 | Moe Higa Moeka Kijima Uta Kobayashi Tomoka Sato Ami Wada Akane Yanagisawa Mashiro Yasunaga Megumu Yoshida Japón 315,2229                                                       | Anita Alvarez Jaime Czarkowski Megumi Field Audrey Kwon Calista Liu Jacklyn Luu Daniella Ramirez Natalia Vega Estados Unidos 304,9021 |
| Equipo prueba acrobática (04.02) | Chang Hao Feng Yu Wang Ciyue Wang Liuyi Wang Qianyi Xiang Binxuan Xiao Yanning Zhang Yayi China 244,1767  | Maryna Alexiva · Vladyslava Alexiva · Marta Fiedina · Olexandra Goretska · Veronika Hryshko · Daria Moshynska · Anastasiya Shmonina · Valeriya Tyshchenko · Ucrania · 243,3167 | Anita Alvarez Jaime Czarkowski Nicole Dzurko Keana Hunter Audrey Kwon Calista Liu Daniella Ramirez Bill May Estados Unidos 242,2300   |

1. 1 2 3  En las pruebas de equipo está permitida la participación de un nadador masculino.

### Masculino
| Evento                      | Oro                                  | Plata                                     | Bronce                                     |
| --------------------------- | ------------------------------------ | ----------------------------------------- | ------------------------------------------ |
| Solo rutina técnica (05.02) | Yang Shuncheng China 246,4766 pts.   | Giorgio Minisini · Italia · 245,3166 pts. | Gustavo Sánchez · Colombia · 231,0000 pts. |
| Solo prueba libre (07.02)   | Giorgio Minisini · Italia · 210,1355 | Dennis González Boneu · España · 196,2750 | Gustavo Sánchez · Colombia · 192,0812      |

### Mixto
| Evento                     | Oro                                                         | Plata                                                        | Bronce                                                     |
| -------------------------- | ----------------------------------------------------------- | ------------------------------------------------------------ | ---------------------------------------------------------- |
| Dúo rutina técnica (04.02) | Narguiza Bolatova · Eduard Kim · Kazajistán · 228,0050 pts. | Cheng Wentao Shi Haoyu China 223,3166 pts.                   | Miranda Barrera · Diego Villalobos · México · 217,5192 pts |
| Dúo prueba libre (10.02)   | Cheng Wentao Shi Haoyu China 224,1437                       | Dennis González Boneu · Mireia Hernández · España · 208,3583 | Trinidad Meza · Diego Villalobos · México · 192,577        |

### Medallero
| Núm. | País           | Oro | Plata | Bronce | Total |
| ---- | -------------- | --- | ----- | ------ | ----- |
| 1    | China          | 7   | 1     | 1      | 9     |
| 2    | Canadá         | 1   | 1     | 0      | 2     |
| 2    | Grecia         | 1   | 1     | 0      | 2     |
| 2    | Italia         | 1   | 1     | 0      | 2     |
| 5    | Kazajistán     | 1   | 0     | 0      | 1     |
| 6    | España         | 0   | 3     | 1      | 4     |
| 7    | Japón          | 0   | 1     | 1      | 2     |
| 7    | Reino Unido    | 0   | 1     | 1      | 2     |
| 9    | Países Bajos   | 0   | 1     | 0      | 1     |
| 9    | Ucrania        | 0   | 1     | 0      | 1     |
| 11   | Colombia       | 0   | 0     | 2      | 2     |
| 11   | Estados Unidos | 0   | 0     | 2      | 2     |
| 11   | México         | 0   | 0     | 2      | 2     |
| 14   | NIA            | 0   | 0     | 1      | 1     |
|      | TOTAL          | 11  | 11    | 11     | 33    |

## Resultados de waterpolo
| Evento            | Oro            | Plata   | Bronce |
| ----------------- | -------------- | ------- | ------ |
| Masculino (17.02) | Croacia        | Italia  | España |
| Femenino (16.02)  | Estados Unidos | Hungría | España |

### Medallero
| Núm. | País           | Oro | Plata | Bronce | Total |
| ---- | -------------- | --- | ----- | ------ | ----- |
| 1    | Croacia        | 1   | 0     | 0      | 1     |
| 1    | Estados Unidos | 1   | 0     | 0      | 1     |
| 3    | Hungría        | 0   | 1     | 0      | 1     |
| 3    | Italia         | 0   | 1     | 0      | 1     |
| 5    | España         | 0   | 0     | 2      | 2     |
|      | TOTAL          | 2   | 2     | 2      | 6     |

## Medallero total
| Núm. | País                 | Oro | Plata | Bronce | Total |
| ---- | -------------------- | --- | ----- | ------ | ----- |
| 1    | China                | 23  | 8     | 2      | 33    |
| 2    | Estados Unidos       | 9   | 6     | 8      | 23    |
| 3    | Australia            | 7   | 12    | 5      | 24    |
| 4    | Países Bajos         | 5   | 4     | 0      | 9     |
| 5    | Reino Unido          | 4   | 5     | 9      | 18    |
| 6    | Italia               | 3   | 10    | 6      | 19    |
| 7    | Canadá               | 2   | 3     | 6      | 11    |
| 8    | Corea del Sur        | 2   | 1     | 2      | 5     |
| 9    | Nueva Zelanda        | 2   | 1     | 1      | 4     |
| 9    | Suecia               | 2   | 1     | 1      | 4     |
| 11   | Portugal             | 2   | 0     | 1      | 3     |
| 12   | Irlanda              | 2   | 0     | 0      | 2     |
| 13   | España               | 1   | 5     | 4      | 10    |
| 14   | Francia              | 1   | 4     | 1      | 6     |
| 15   | Alemania             | 1   | 2     | 3      | 6     |
| 16   | México               | 1   | 1     | 4      | 6     |
| 17   | Hungría              | 1   | 1     | 2      | 4     |
| 17   | Japón                | 1   | 1     | 2      | 4     |
| 17   | Ucrania              | 1   | 1     | 2      | 4     |
| 20   | Grecia               | 1   | 1     | 1      | 3     |
| 20   | Hong Kong            | 1   | 1     | 1      | 3     |
| 22   | Lituania             | 1   | 1     | 0      | 2     |
| 23   | Croacia              | 1   | 0     | 0      | 1     |
| 23   | Kazajistán           | 1   | 0     | 0      | 1     |
| 25   | Corea del Norte      | 0   | 2     | 0      | 2     |
| 26   | Austria              | 0   | 1     | 1      | 2     |
| 27   | Dinamarca            | 0   | 1     | 0      | 1     |
| 27   | Israel               | 0   | 1     | 0      | 1     |
| 27   | Suiza                | 0   | 1     | 0      | 1     |
| 30   | Polonia              | 0   | 0     | 3      | 3     |
| 31   | Colombia             | 0   | 0     | 2      | 2     |
| 31   | Egipto               | 0   | 0     | 2      | 2     |
| 31   | NIA                  | 0   | 0     | 2      | 2     |
| 34   | Bosnia y Herzegovina | 0   | 0     | 1      | 1     |
| 34   | Brasil               | 0   | 0     | 1      | 1     |
| 34   | Rumania              | 0   | 0     | 1      | 1     |
| 34   | Sudáfrica            | 0   | 0     | 1      | 1     |
|      | TOTAL                | 75  | 75    | 75     | 225   |